# Marceli Madeyski
Marceli Ferdynand Madeyski herbu Poraj (ur. 1822 w Łańcucie, zm. 6 września 1886 w Bad Aussee) – poseł do Sejmu Krajowego Galicji III i IV kadencji (1872–1882), doktor praw, adwokat krajowy we Lwowie, kompozytor.

## Życiorys
Był synem Jana Onufrego i Marianny z Romanowskich. W 1846 uzyskał stopień doktora praw na Uniwersytecie Lwowskim. Do 1855 roku odbywał praktykę adwokacką u seniora adwokatów lwowskich Michała Tustanowskiego. Następne 3 lata pracował w sądzie obwodowym w Samborze. Po powrocie do Lwowa prowadził własną kancelarię adwokacką. W 1861 wszedł do wydziału miejskiego, od 1866 nieprzerwanie członek rady miasta. Trzykrotnie wybierany na urząd wiceprezydenta Lwowa (1873, 1877-79, 1885). 19 stycznia 1871 otrzymał honorowe obywatelstwo tego miasta. Wybrany do Sejmu Krajowego w I kurii obwodu Sambor, z okręgu wyborczego Sambor 29 października 1872 na miejsce Henryka Janko. W 1877 wybrany z kurii mniejszych posiadłości z okręgu Brzeżany-Przemyślany. W 1882 wybrany prezesem lwowskiej Izby Adwokackiej. W 1883 odznaczony Orderem Żelaznej Korony III klasy i mianowany członkiem Trybunału Państwowego w Wiedniu.
Był adwokatem Maria Czarkowskiej i sporządził dla niej akt Ordynacji Wysuckiej. Jako członek lwowskiego Towarzystwa Muzycznego był twórcą wielu kompozycji.
Jego żoną była Waleria Helena Jabłkowska h. Wczele (1840-1915), z którą miał czwórkę dzieci: Izabelę, Zofię, Adama, Jana. Jego stryjeczną wnuczką była Zofia Voglowa, a stryjecznym prawnukiem Stanisław Zachariasiewicz.
Pochowany w rodzinnym majątku w Parchaczu.